# غوست بي إس دي
غوست بي إس دي (بالإنجليزية: Ghostbsd)‏ هو نظام تشغيل شبيه بيونكس مبني على توزيعات فري بي اس دي، مع بيئة سطح مكتب افتراضية واجهة مستخدم مثل متة وجنوم وإكسفس وهي تهدف إلى أن تكون سهلة التركيب، وجاهزة للاستخدام وسهلة . هدف المشروع هو الجمع بين الأمن والخصوصية والاستقرار، وقابلية الاستخدام، والانفتاح والحرية وأن يكون مجانا وتحدي نظام بي سي - بي اس دي.

## الإصدارت
| إصدار GhostBSD | تاريخ الإصدار  | إصدار FreeBSD | بيئات الحاسوب المكتبي  | التغييرات |
| -------------- | -------------- | ------------- | ---------------------- | --- |
| 1.0            | مارس 2010      | 8.0           | جنوم 2.28              | أول إصدار متوفر للعموم |
| 1.5            | ؟              | 8.1           | جنوم 2.30              | دعم كومبيز. (تم توزيع هذا الإصدار أيضًا مع إصدار يناير 2011 من المجلة الألمانية freeX، والتي تضمنت أيضًا مقالًا حول نظام التشغيل الجديد.) |
| 2.0            | 13 مارس 2011   | 8.2           | ؟                      | تحسينات لـGDM..إلخ |
| 2.5            | 24 يناير 2012  | 9.0           | ؟                      | اختيار مسبق لجنوم أو سطح مكتب إل إكس دي إي                                                                                             |
| 3.0            | 10 مارس 2013   | 9.1           | ؟                      | الإصدار الأخير لنشر بيئة سطح مكتب جنوم 2                                                                                               |
| 3.1            | 28 يونيو 2013  | ؟             | ؟                      | إصدار مهم لإصلاح خلل |
| 3.5            | 7 نوفمبر 2013  | ؟             | - متة 1.6 - إكسفس 4.10 | ليبر أوفيس بدلا من أباتشي أوبن أوفيس 4.                                                                                                |
| 4.0            | 4 أكتوبر 2014  | 10.0          | ؟                      | ميزات جديدة |
| 10.1           | 13 سبتمبر 2015 | ؟             | ؟                      | إضافات برمجية |

## وصلات خارجية
- FreeBSD
- FreeBSD ports
- مجموعة مستخدمي بي إس دي العرب

- الموقع الرسمي
- GhostBSD Wiki
- GhostBSD on ديسترووتش